# Brewing Love
Brewing Love (en hangul, 취하는 로맨스; McCune-Reischauer, Ch'wihanŭn romaensŭ; literalmente, «Romance borracho») es una serie de televisión surcoreana escrita por Lee Jung-shin, dirigida por Park Sun-ho y protagonizada por Kim Se-jeong, Lee Jong-won, Shin Do-hyun y Baek Sung-chul. Se emite por el canal ENA desde el 4 de noviembre hasta el 10 de diciembre de 2024, en horario de lunes y martes a las 22:00 (hora local coreana). También está disponible en las plataformas Genie TV (de la que es serie original) y Viki en determinadas zonas del mundo.

## Sinopsis
Chae Young-ju, que fue miembro de las Fuerzas especiales, es la mejor de su empresa de bebidas alcohólicas gracias a su personalidad enérgica y su increíble fuerza, aunque a menudo deja de lado sus propios sentimientos por ayudar a los demás. Cuando sobre la sucursal donde ha trabajado en los últimos seis años se cierne la amenaza de cierre, Yong-ju se dispone a hacer lo que sea para mantenerla abierta. Decide entonces reclutar a Yoon Min-ju, un maestro cervecero talentoso, pero debe superar un obstáculo importante, porque este vive alejado de todos en el campo para evitar sentirse abrumado por las emociones ajenas.

## Reparto

### Principal
- Kim Se-jeong como Chae Young-ju, que fue soldado de las Fuerzas especiales y ahora se ha convertido en la legendaria reina de ventas de una compañía de licores que conquistó la industria con su pasión.[4][5][6]
- Lee Jong-won como Yoon Min-ju, propietario de una cervecería y maestro cervecero que ha revolucionado la industria del sector. Es una persona empática y ultrasensible que siente delicadamente las emociones de los demás.[5][7][8]
- Shin Do-hyun como Bang A-reum, la estrella del equipo de planificación de la compañía de licores y rival de Young-ju. Con su belleza y habilidad, es una persona con un fuerte deseo de reconocimiento.[5][9][10]
- Baek Sung-chul como Oh Chan-hwi, un amigo íntimo de Chae Young-ju y un espíritu libre que conduce un camión de tostadas y viaja por todo el país.[5][11][12]

### Secundario

#### Ground Liquor
- Ha Min-hyuk como Sim Ra-oh, empleado del equipo de planificación de la empresa de licores, joven y algo narcisista, que discute a menudo con Young-ju, de carácter opuesto.[13][14]
- Ryu Won-woo como Kang Beom, un leal hombre de Busan y subdirector del equipo de ventas en la sucursal de Ground Liquor en Busan. Es un personaje con una personalidad fuerte, de mal genio y un lado duro.[15]
- Ko Ho-jung como el miembro más joven del equipo de Young-ju.[16][17]
- Kim Joong-hee como el «general Yeom», el director general del equipo de planificación de la empresa. Es el típico jefe autoritario que exige fuertemente el desempeño de su compañera de equipo Bang A-reum.[18][19]

#### Baegok-ri y entorno de Min-ju
- Park Ji-ah como Shim Young-ja, una residente local que ayuda a Min-ju con el cultivo de lúpulo.[20][21]
- Baek Hyun-joo como Go Sook-ja, una residente local que ayuda a Min-ju con el cultivo de lúpulo. Junto con Young-ja, con la que son como hermanas, siempre dicen tener una relación comercial profunda con Min-ju, pero resulta que som las personas que mejor lo conocen y entienden en el vecindario.[22][23]
- Choi Jeong-in como Lee Na-ri, la madrastra de Min-ju. Tiene una personalidad tranquila y afectuosa y, a diferencia de su amable nuevo hijo, está secretamente frustrada con su marido, que es patriarcal y directo.[24]
- Baek Seong-cheol.[25]
- Jang Won-young como el Sr. Kim (Kim Soon-gwan), empleado de una granja de lúpulo, un romántico que trata a su esposa como a una reina, y que tiene un difícil relación con su vecino Lee Jang.[21][26]
- Seo Yi-yeon como Ju-en, la mujer de Kim Soon-gwan.[21]
- Jang Hyuk-jin como el jefe de la aldea Lee Jang, que tiene un corazón débil pero un poder aún más débil, y que también ayuda a administrar la cervecería de Min-ju.[23][26]

### Apariciones especiales
- Lee Deok-hwa como el presidente de la Asociación Mayorista (ep. 1).
- Pyo Ye-jin.[27]

## Banda sonora original
| Parte | Fecha de publicación                                                                 | Título                                                                               | Letra                                                                                | Música                                                                               | Artista                                                                              | Dur.                                                                                 | Ref.                                                                                 |
| ----- | ------------------------------------------------------------------------------------ | ------------------------------------------------------------------------------------ | ------------------------------------------------------------------------------------ | ------------------------------------------------------------------------------------ | ------------------------------------------------------------------------------------ | ------------------------------------------------------------------------------------ | ------------------------------------------------------------------------------------ |
| 1     | 4 de noviembre de 2024                                                               | «Tipsy On You»                                                                       | Rothy, b!ni (Beani!), Kang Isak                                                      | Kang Butter                                                                          | ONF                                                                                  | 2:42                                                                                 | [ 28 ]                                                                               |
| 2     | 5 de noviembre de 2024                                                               | 오늘 하루 («Hoy»)                                                                    | ID:Earth                                                                             | ID:Earth, Jo Garam                                                                   | Kim Na-young                                                                         | 3:08                                                                                 | [ 29 ]                                                                               |
| 3     | 11 de noviembre de 2024                                                              | «Come with me»                                                                       | CiELO, SUHI                                                                          | CiELO, COUGAR, SUHI, OLDTABLE                                                        | Yunmachi (MRCH)                                                                      | 3:08                                                                                 | [ 30 ]                                                                               |
| 4     | 12 de noviembre de 2024                                                              | 내일 («Mañana»)                                                                      | Kim Min-seok                                                                         | Melomance                                                                            | Melomance                                                                            | 3:55                                                                                 | [ 31 ]                                                                               |
| 5     | 18 de noviembre de 2024                                                              | «Can't Stop»                                                                         | Runy, Lee Da-hee                                                                     | Runy, Lee Da-hee                                                                     | Tomorrow X Together                                                                  | 3:09                                                                                 | [ 32 ]                                                                               |
| 6     | 19 de noviembre de 2024                                                              | «Daisy»                                                                              | CiELO, JOOAN, IRIS                                                                   | CiELO, JOOAN, IRIS, COUGAR                                                           | JiU, Yoohyeon                                                                        | 3:10                                                                                 | [ 33 ]                                                                               |
| 7     | 25 de noviembre de 2024                                                              | «Sky road»                                                                           | Kim Beom-ju, Kim Si-hyuk                                                             | Kim Beom-ju, Kim Si-hyuk                                                             | Billy Costie                                                                         | 3:34                                                                                 | [ 34 ]                                                                               |
| 8     | 26 de noviembre de 2024                                                              | 봄처럼 다가와 («Ven como la primavera»)                                              | Jimin                                                                                | Jimin, Ham Ha-bin                                                                    | Song Ha-young, Lee Na-gyung                                                          | 3:23                                                                                 | [ 35 ]                                                                               |
| 9     | 2 de diciembre de 2024                                                               | «Clumsy»                                                                             | Kim Jong-wan                                                                         | Kim Jong-wan                                                                         | Nell                                                                                 | 3:29                                                                                 | [ 36 ]                                                                               |
| 10    | 3 de diciembre de 2024                                                               | 두 사람 («Dos personas»)                                                             | Yoon Young-jun                                                                       | Yoon Young-jun                                                                       | Kim Se-jeong                                                                         | 4:18                                                                                 | [ 37 ]                                                                               |
| Notas | Las canciones de la banda sonora tienen una versión instrumental de igual duración . | Las canciones de la banda sonora tienen una versión instrumental de igual duración . | Las canciones de la banda sonora tienen una versión instrumental de igual duración . | Las canciones de la banda sonora tienen una versión instrumental de igual duración . | Las canciones de la banda sonora tienen una versión instrumental de igual duración . | Las canciones de la banda sonora tienen una versión instrumental de igual duración . | Las canciones de la banda sonora tienen una versión instrumental de igual duración . |

## Producción
La serie es una producción de Studio S sobre una planificación de KT Studio Genie. El director es Park Sun-ho, quien dirigió también las exitosas Suspicious Partner (SBS, 2017) y Propuesta laboral (SBS, 2022). El guion corre a cargo del novel Lee Jung-shin. Entre los elementos a tener en cuenta en esta serie, este último señala el entorno de la empresa de licores: «contiene temas que nunca antes se han visto, desde compañías de licores hasta maestros cerveceros y empáticos. Cuanto más oía sobre la industria a través de un conocido que había trabajado durante mucho tiempo para una empresa de licores, más interesante se volvía ese mundo». Otro punto destacado es la combinación de dos caracteres diametralmente opuestos como son los de los dos protagonistas Chae Young-ju y Yoon Min-ju.
El título inicial de la serie fue En el nombre del Señor, pero cambió al definitivo de Romance borracho hacia el mes de abril de 2024, mes en el que se realizó la lectura del guion. El rodaje comenzó en mayo de ese año.

### Promoción
El 12 de septiembre la productora publicó imágenes de la lectura del guion y anunció la fecha de estreno. El 14 de octubre publicó también fotogramas del personaje de Kim Se-jeong, y al día siguiente hizo lo propio con el de Lee Jong-won. El 23 lanzó un cartel de cuatro personajes y cuatro colores de los protagonistas. El 25 distribuyó nuevos fotogramas de otros miembros del reparto. El 31 de octubre lanzó un cartel de grupo en el que aparecen los cuatro protagonistas ante una mesa con botellas y copas de cerveza.

## Audiencia
| Temporada | Temporada | Episodio número | Episodio número | Episodio número | Episodio número | Episodio número | Episodio número | Episodio número | Episodio número | Episodio número | Episodio número | Episodio número | Episodio número | Promedio |
| Temporada | Temporada | 1               | 2               | 3               | 4               | 5               | 6               | 7               | 8               | 9               | 10              | 11              | 12              | Promedio |
| --------- | --------- | --------------- | --------------- | --------------- | --------------- | --------------- | --------------- | --------------- | --------------- | --------------- | --------------- | --------------- | --------------- | -------- |
|           | 1         | 351             | 422             | 404             | 451             | 337             | 419             | 410             | 375             | 341             | 321             | 361             | 347             | 378      |

| Episodio | Fecha de emisión        | Índices de audiencia (Nielsen Korea) | Índices de audiencia (Nielsen Korea) |
| Episodio | Fecha de emisión        | Nacional                             | Seúl                                 |
| --- | ----------------------- | ------------------------------------ | ------------------------------------ |
| 1 | 4 de noviembre de 2024  | 1,876 % (3.ª)                        | 1,868 % (4.ª)                        |
| 2 | 5 de noviembre de 2024  | 2,025 % (4.ª)                        | 1,807 % (4.ª)                        |
| 3 | 11 de noviembre de 2024 | 1,815 % (3.ª)                        | 1,791 % (3.ª)                        |
| 4 | 12 de noviembre de 2024 | 2,145 % (2.ª)                        | 2,021 % (3.ª)                        |
| 5 | 18 de noviembre de 2024 | 1,484 % (5.ª)                        | 1,415 % (6.ª)                        |
| 6 | 19 de noviembre de 2024 | 1,947 % (4.ª)                        | 2,100 % (4.ª)                        |
| 7 | 25 de noviembre de 2024 | 1,890 % (2.ª)                        | 1,802 % (3.ª)                        |
| 8 | 26 de noviembre de 2024 | 1,799 % (4.ª)                        | 1,676 % (4.ª)                        |
| 9 | 2 de diciembre de 2024  | 1,826 % (3.ª)                        | 1,675 % (4.ª)                        |
| 10 | 3 de diciembre de 2024  | 1,678 % (5.ª)                        | 1,456 % (5.ª)                        |
| 11 | 9 de diciembre de 2024  | 1,648 % (7.ª)                        | 1,688 % (5.ª)                        |
| 12 | 10 de diciembre de 2024 | 1,774 % (5.ª)                        | 1,521 % (6.ª)                        |
| Promedio | Promedio                | 1,826 %                              | 1,735 %                              |
| - En la tabla superior, los números azules representan las calificaciones más bajas y los números rojos representan las más altas. - Esta serie se transmite en un canal de cable/televisión de pago, que normalmente tiene una audiencia menor respecto a las emisoras de televisión públicas/gratuitas (KBS, SBS, MBC y EBS). |                         |                                      |                                      |